# Élections législatives béliziennes de 2015
Les élections législatives béliziennes de 2015 ont lieu le 4 novembre 2015 afin de renouveler les 31 membres de la Chambre des représentants du Belize. 
Elles sont remportées par le Parti démocratique uni, mené par le Premier ministre sortant Dean Barrow, qui remporte 19 sièges sur 31 contre 12 au Parti uni du peuple.

## Système électoral
La Chambre des représentants est la chambre basse de l'Assemblée nationale, le parlement bicaméral du Belize. Elle est composée de 31 sièges pourvus pour cinq ans au scrutin uninominal majoritaire à un tour dans autant de circonscriptions électorales. Le gouvernement du Premier ministre Dean Barrow et l'opposition sont néanmoins favorables à une réduction à terme de la durée du mandat des députés de cinq à quatre ans, ce qui les conduits à organiser ces élections de manière anticipée.

## Résultats
|                           |                           |         |       |      |        |               |  |  |  |
| Parti                     | Parti                     | Voix    | %     | +/-  | Sièges | +/-           |  |  |  |
|                           | Parti démocratique uni    | 71 452  | 50,52 | 0,15 | 19     | 2             |  |  |  |
|                           | Parti uni du peuple       | 67 566  | 47,77 | 0,23 | 12     | 2             |  |  |  |
|                           | Parti progressiste        | 2 336   | 1,65  | Nv   | 0      | en stagnation |  |  |  |
|                           | Parti vert indépendant    | 5       | 0,01  | Nv   | 0      | en stagnation |  |  |  |
|                           | Indépendants              | 72      | 0,05  | 0,59 | 0      | en stagnation |  |  |  |
|                           |                           |         |       |      |        |               |  |  |  |
| Suffrages exprimés        | Suffrages exprimés        | 141 431 | 98,97 |      |        |               |  |  |  |
| Votes blancs et invalides | Votes blancs et invalides | 1 469   | 1,03  |      |        |               |  |  |  |
| Total                     | Total                     | 142 900 | 100   | -    | 31     | en stagnation |  |  |  |
| Abstentions               | Abstentions               | 53 687  | 27,31 |      |        |               |  |  |  |
| Inscrits / participation  | Inscrits / participation  | 196 587 | 72,69 |      |        |               |  |  |  |